# بيت إسكندري
البيت الإسكندريّ (بالفرنسية: alexandrin) بيت ذو اثني عشر مقطعًا لفظيًّا في الشعر الفرنسي والأشعار الأوروبية الأخرى. وقد أطلق عليه هذا الإسم بالنسبة إلى رواية الإسكندر التي ألفت في القرن الثاني عشر الميلادي في فرنسا. "وقد استخدم" وزنَ هذا البيت "كل من رونسار وجماعة البلياد، لكنه اكتمل على أيدي الكلاسيين العظام في القرن السابع عشر".
اشتق اسمه من مدينة الإسكندرية، أو من النسخة الفرنسية للقصيدة السردية رواية الإسكندر التي كتبها لو تور وألكسندر دي بيرنيه في القرن الثاني عشر، وقد استخدم هذا النمط كثيرا في الشعر الغنائي الذي ينتمي إلى أدب الرهبان.

## أنماط النبر المختلفة
يمكن للبيت الأليخندري أو إسكندري (Alejandrino) أن يتبع أنماطا مختلفة من النبر، الأكثر شيوعا هو ذلك الذي يكون فيه النبر (المقطع المشدد) في المقاطع الثانية، والسادسة، والتاسعة، والثالثة عشر كما في: طفولتي هى ذكريات عن فناء في إشبيلية (أنطونيو ماتشادو)                                                                                                                                               وهناك أنماط اخري أقل شيوعا، فعلى سبيل المثال، في قصيدته الشهيره سوناتينا، يستخدم روبين داريو أبياتا ألخنداريه تقع النبره فيها فى المقاطع الثالثه، والسادسة، والعاشرة، والثالثة عشرة: الأميرة حزينة، ما الذي بها يا تري؟ (روبين داريو)